# Juan March Delgado
Juan March Delgado (Palma de Mallorca, 1940) es un empresario español.

## Biografía
Es el primogénito y, junto a su hermano, heredero de Juan March Servera y nieto de Juan March Ordinas, fundador del imperio familiar valorado 2400 millones de dólares.

## Estudios
Estudió el bachillerato durante dos años en Sussex, Reino Unido. Es doctor Ingeniero Industrial.[cita requerida]

## Cargos
Su cargo más representativo durante su etapa laboral fue el de copresidente de la Corporación Financiera Alba, S.A., una sociedad española que cotiza en la Bolsa de Madrid, la principal bolsa de valores española. La Corporación forma parte del Grupo March, uno de los principales grupos privados empresariales y financieros españoles en el que se integran: Banca March y la Fundación Juan March de la cual accedió a la presidencia un mes después de la muerte de su padre.
En diciembre de 2006 poseían a través de esta sociedad un 23% del grupo de construcción ACS, de un 23% la multinacional española de acero inoxidable Acerinox y del 10% de Prosegur.

## Patrimonio
Los March figuran entre los 216 más ricos del mundo, según la conocida lista de la revista Forbes.[¿cuándo?] Tanto Juan como su hermano Carlos figuran dentro de los 10 españoles más ricos, ocupando el 7º puesto en 2018.
A título individual, Juan March Delgado está posicionado como el 38.º español más rico según la revista especializada en patrimonio Forbes.